# DNews
DNews (DirecTV News) es un canal de televisión por suscripción de noticias hispanoamericano exclusivo de la proveedora satelital DirecTV. Su programación se basa en noticieros, investigaciones y programas periodísticos.
Emite y opera su señal desde Argentina, Chile, Colombia, Ecuador, Perú y Uruguay. La señal se encuentra disponible en la plataforma de streaming DGO para México y Brasil.
El canal posee alianzas con cadenas internacionales como Deutsche Welle, BBC, AFP, Reuters y Europa Press.

## Historia
DNews inició sus transmisiones de prueba el 1° de julio de 2022 y de manera oficial el 11 de julio de ese año. El canal nace con la premisa de ser "una señal de Latinoamérica para Latinoamérica, para comprender lo que sucede en la región y el mundo", detallaron desde la compañía.
La primera cobertura en vivo realizada por DNews fue la asunción del presidente de Colombia, Gustavo Petro, el 7 de agosto. Otros acontecimientos destacan el plebiscito constitucional en Chile, la muerte de la Reina Isabel II, la Asamblea General de Naciones Unidas y las elecciones en Brasil, entre otros.
El 4 de agosto de 2023, DNews cumplió su primer año al aire con un mega evento celebrado en las instalaciones de DirecTV en Buenos Aires. En el evento participaron los directivos de la compañía, periodistas, embajadores políticos y los conductores de la señal.

## Señales
- Señal Panregional: Emitida para toda Sudamérica. Sus horarios de referencia son los de Bogotá, Lima y Quito (UTC-5); Santiago (UTC-4/3-DST) y Buenos Aires y Montevideo (UTC-3).